# Sklípkánkovití
Sklípkánkovití (Atypidae) je jediná čeleď podzemních pavouků ze starobylého podřádu sklípkanů, kteří se v České republice vyskytují. Tito pavouci jsou rozšíření v Evropě, severní Africe, Malé Asii, na Blízkém východě a v Severní Americe. Nepletou pavučinové sítě, vytvářejí výhradně jeden druh vlákna, budují si jednoduché nory a kořist lapají z úkrytu. Preferují teplejší a sušší oblasti, jejich kolonie bývají na osluněných svazích, kde nehrozí zaplavení vodou.

## Popis
Jsou černí nebo tmavě hnědí, jednoduše zbarvení pavouci, starší jedinci jsou tmavší než mláďata. Tělo mají rozděleno na hlavohruď a zadeček a bývají velcí 7 až 18 mm. Válcovité tělo je neseno osmi robustními, ale poměrně krátkýma nohama uzpůsobenýma k pohybu v noře. Samcům se nohy po třetím, posledním svlečení před cestou za samicemi prodlouží. Dlouhé, rovnoběžné chelicery s velkými drápky jim směřují dopředu. Na hlavohrudi mají osm očí, střední dvě jsou velká a každé z nich má po straně tři malá. K dýchání jim slouží dva páry plícních vaků umístěných na spodní straně zadečku.

## Dospívání
Po opuštění mateřské nory stráví zbytek života ve své, nově vyhloubené a postupně zvětšované noře, kterou si chelicerami vyhrabou až do 30 cm hloubky a vystelou pavučinou. Nahoře jsou nory spojené s povrchovým lapacím zařízením vytvořeným z pavučiny. U sklípkánků rodu Atypus je to až 20 cm dlouhá (většinou spíše kolem 10cm) lapací trubice z pavučiny ležící vodorovně na zemi, u rodu Sphodros obdobná trubice stojí svisle u paty stromu či kamene a rod Calommata vytváří pavučinové víčko nad norou. Sklípkánkovití v noře nebo v trubici číhají na kořist a když se tato dotkne trubice nebo víčka, hbitě přiběhnou, zaseknou do ní přes pavučinovou stěnu chelicery a následně vstřiknou jed. Lapenou kořist vtáhnou na dno, kde se následkem trávicích enzymů její měkké části rozloží do tekutého stavu, a vysají. Loví drobný hmyz, mravence, plže i jiné členovce. Samice nikdy noru neopustí, samci jednou v životě, když odejdou hledat samice k páření.

## Rozmnožování
Sklípkánkovití pohlavně dospívají ve třech nebo čtyřech letech, kdy naposled svléknou kutikulu. Samci pak vylezou a pátrají po norách samic. Po nalezení bubnováním signalizují svůj příchod. Neoplodněné samice přijmou v norách samce se spermiemi v makadlech a samci zakrátko zahynou. Samice mohou být v dalších letech oplodněny opětovně, dožívají se i deseti let.
Kokon se 40 až 60 oplodněnými vajíčky samice střeží v noře, sklípkánci se zakrátko vylíhnou a zůstávají se samicí až do následujícího jara. Tehdy se podruhé svléknou a velcí 2 až 3 mm opouští rodnou noru a zahajují osamocený život ve svém podzemí. Nejsou schopni po zemi daleko dolézt, nejvýše pár metrů. Někteří spoléhají na vzdušné proudy, vylezou na rostliny a nechají se na pavučinových vláknech odvát větrem.

## Taxonomie
Čeleď sklípkánkovití zahrnuje podle nejnovějších údajů ve "World Spider Catalog" celkem 52 druhů řazených do tří rodů, všechny mají české jméno sklípkánek:
- Atypus Latreille, 1804 - 32 druhů, je rozšířený v Evropě, Asii a v Severní Americe,
- Calommata Lucas, 1837 - 13 druhů, vyskytuje se v Africe a na Blízkém východě,
- Sphodros Walckenaer, 1835 - 7 druhů, žije na východě Spojených států amerických a severovýchodě Mexika.